# 弗里迪运河

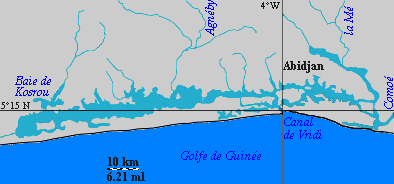
埃布里耶潟湖地图，图中黑色经纬线中间交叉的位置即弗里迪运河

阿比让区划图，弗里迪运河位于图中下方，布埃港靠西的位置，运河西岸即是弗里迪地区

5°15′25″N 4°00′43″W / 5.256838°N 4.011855°W
弗里迪运河（法語：Canal de Vridi）是科特迪瓦的一条可通航的运河，位于阿比让南部的布埃港，使得埃布里耶潟湖与几内亚湾得以联通，长约3.2公里，可容海轮进出。该运河得名于原位于运河西岸的弗里迪村。建于1950年。正是由于该运河的修建使得阿比让得以从城镇发展为海港，市区得以扩大。是“科特迪瓦经济发展的脐带”。